# McLaren M18
La McLaren M18 è una vettura da competizione da Formula 5000 realizzata dalla McLaren nel 1971.

## Sviluppo
La vettura venne concepita per partecipare alla stagione 1971 della Formula 5000 in sostituzione della M10.

## Tecnica
Come propulsore la vettura montava un Chevrolet V8 da 470 cv di potenza gestito da un cambio manuale a cinque marce.

## Attività sportiva
La vettura, affidata al pilota Brian Redman, non ebbe il successo sperato e riuscì a vincere solo due delle 16 gare del campionato.